# نادي بلقاني
نادي بلقاني هو نادي كرة قدم من مدينة سوفا ريكا، كوسوفو يلعب في الدوري الكوسوفي، تأسس الفريق عام 1947.

## الألقاب
- دوري كوسوفو لكرة القدم
  - بطل (1): 2021-22[2]